# Тундростепь

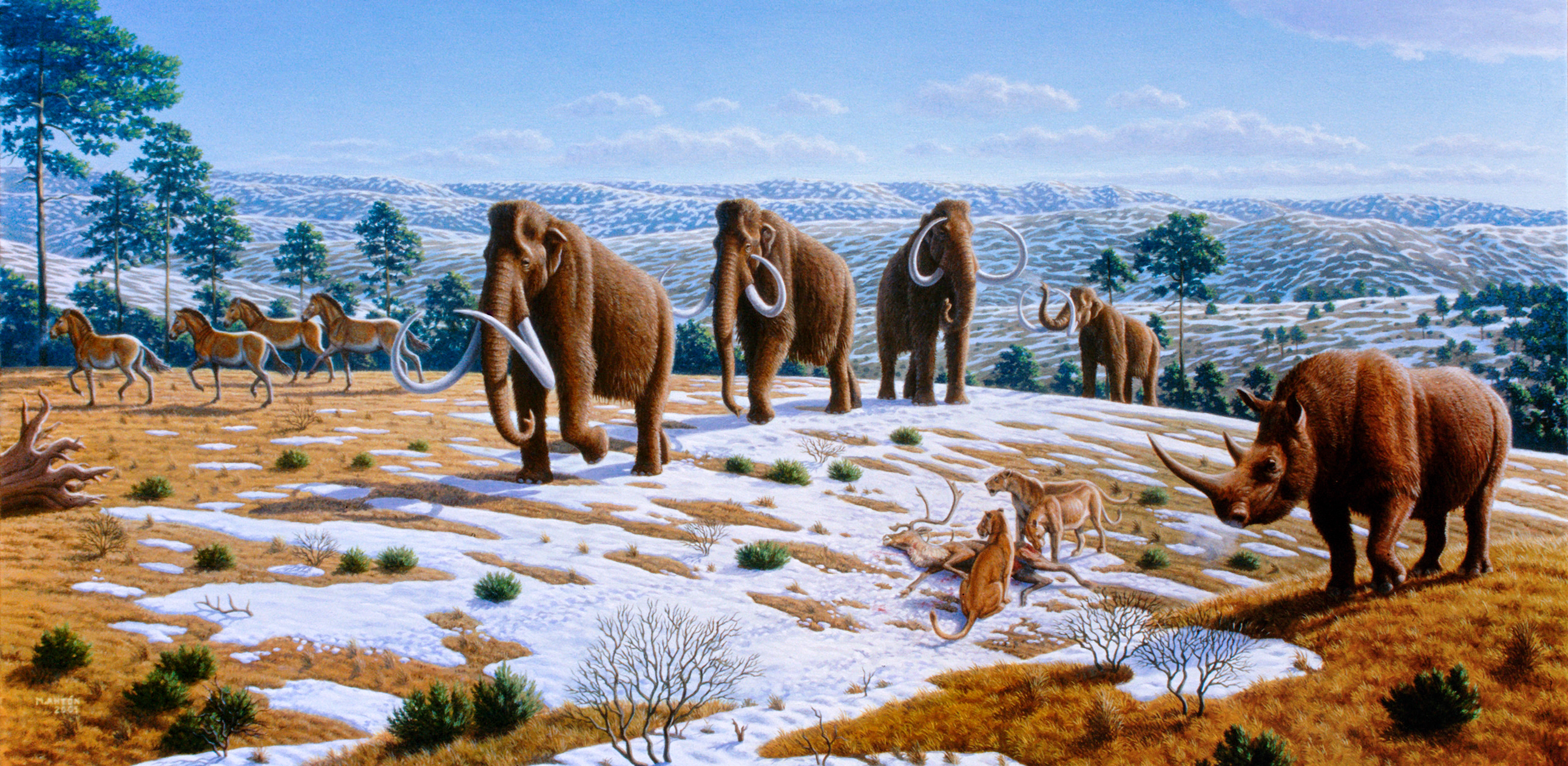
Фауна тундростепи.

Тундростепь (также в англоязычной научной среде — мамонтовые прерии или мамонтовая степь) — некогда обширная экосистема (биотоп) полярных и приполярных областей Евразии и Северной Америки эпохи плейстоцена. Участки реликтовых тундростепных ландшафтов — дриадовые тундростепи — сохранились до наших дней в Хакасии, на Алтае (плоскогорье Укок), отдельные участки этих растительных сообществ сохранились в Забайкалье и Прибайкалье.
Во время Последнего ледникового максимума тундростепь — мамонтовая степь, была самым большим по площади биомом Земли. В широтном направлении она простиралась от современной Испании на восток через всю Евразию до Канады (в тот период Евразия и Северная Америка были соединены посредством Берингии — сухопутного пути на месте нынешнего Берингова пролива), в меридиональном — от современных арктических островов до Китая. Климат биома был холодный и сухой. В растительном покрове преобладали высококалорийные, кормовые виды трав и кусты ивы. Они круглый год обеспечивали надёжную кормовую базу для большого количества животных мамонтовой фауны. Основными травоядными того периода были — степные зубры, лошади, шерстистые мамонты.
Тундростепь имела стабильный, характерный климат и биосистему на протяжении 100 000 лет. Постепенно исчезла как биом по мере потепления и повышения влажности климата Арктики, от 12 до 5 тыс. лет назад. Последнее значение относится к Таймыру и о. Врангеля.

## Открытие
В конце XIX века Альфред Неринг в 1890 году и Иван Черский в 1891 году выдвинули теорию о том, что между 110 000 — 10 000 лет назад, во время последнего ледникового периода, большая часть Севера Европы была населена крупными травоядными животными, и климат при этом был степной, умеренно прохладный. В 1982 году учёный Дейл Гатри (Dale Guthrie) придумал для характерного ландшафта этого периода термин «мамонтовая степь».

## Формирование тундростепи
Тундростепь существовала (по расширенным оценкам) в датировке между 126 000 — 11 700 лет назад. Последняя ледниковая эпоха достигла максимума между 33 000 — 26 500 лет назад. Затем началось постепенное потепление и отступление ледников: в Северном полушарии — начиная с 19 000 лет назад, в Антарктиде — с 14 500 лет назад. Данные колебания оледенений на планете хорошо согласуются с уровнем моря в этим периоды, который понижался в периоды оледенения и повышался в периоды таяния ледников.
При оледенении огромные массы воды оказываются запертыми в ледниках и не участвуют в речном обороте на континентах, не испаряются с поверхности озёр и рек, не впадают в океан, таким образом также стимулируя испарение влаги. Из-за этого образование облаков было пониженным, осадков было значительно меньше, чем сегодня. Количество солнечных дней было намного больше в Западной Европе, Скандинавии и остальной Евразии, нежели сегодня. Зимой выпадало меньше снега, а летом из-за малой облачности почва активно прогревалась Солнцем, и это не давало заболачиваться поверхности.

Природные зоны, последний ледниковый максимум, между 110 - 11 тысяч лет назад.

В период последней ледниковой эпохи Гольфстрим имел направление течения, ведущее в сторону Африки, а не в сторону Испании и затем в сторону Скандинавии, как сегодня. По этой причине климат Западной Европы и Скандинавии был сухой, с малым количеством туманов, осадков и облачности. В Северной Европе из-за холодов сформировались большие покровные ледники, создававшие дополнительный барьер для влажных воздушных масс, который делает климат в Северной Атлантике суше. Северная часть Атлантического океана была в значительной мере покрыта льдом, что также уменьшало испарение воды и делало невозможным образование над этой территорией туманов и штормов, как в современный период.
В Северной Америке ледники также способствовали более сухому климату на территории современной Аляски и долины реки Юкон.

## Основные черты

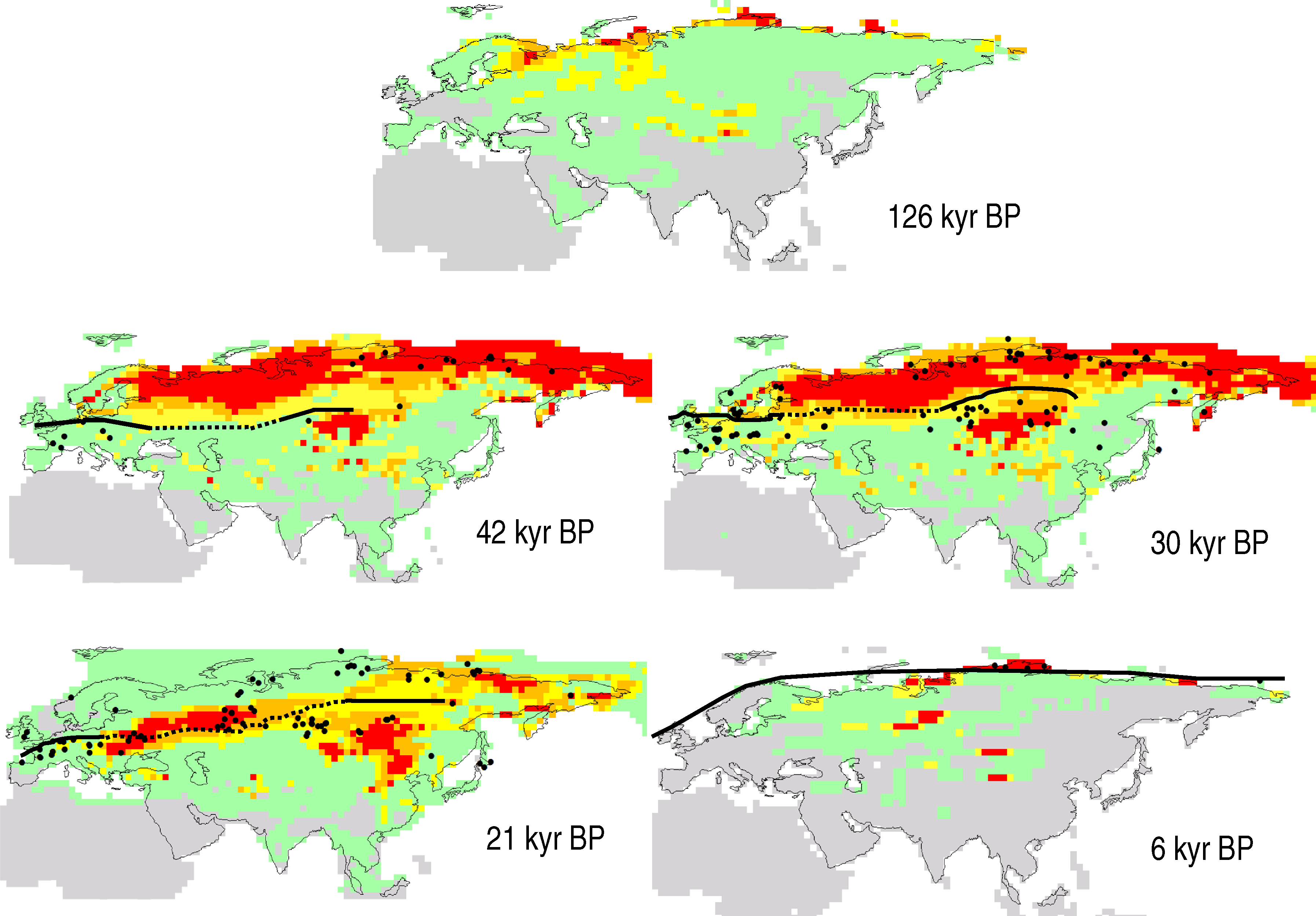
Схемы пригодности климата, для жизни шерстистого мамонта в позднем плейстоцене и голоцене:
- красный цвет — наиболее подходящий климат для мамонтов,
- зелёный цвет — наименее подходящий климат для мамонтов,
- чёрные точки — места находок мамонтов,
- чёрные линии — северный предел проживания людей современного анатомического типа,
- чёрные пунктирные линии — спорные границы проживания людей современного анатомического типа.

Сухость климата, большое количество солнечных дней, активный рост трав создавали условия для обитания такого же количества животных, как и в современной Африканской саванне. В наше время подобной альтернативы саваннам на планете не существует.
Тундростепи находились на перигляциальных (окружающих ледник) территориях с холодным и сухим климатом. Травяной ярус тундростепи формировали в основном не мхи (как в тундре), а злаки. Характерной чертой древних мамонтовых прерий было изобилие крупных животных: мамонты весом до 10 тонн, шерстистые носороги, лошади, бизоны и туры. Несмотря на сильные морозы зимой, за короткое жаркое лето в тундростепях успевало отрасти обильное разнотравье высотой до 2 метров. Солнечная и сухая осень превращала его в «сено на корню», которым питались мамонты и другие травоядные животные во время долгой зимы.
Сухость климата являлась причиной низкого количества осадков и малого количества облачных дней в году, в том числе в летне-осенний период. Благодаря этому осенью трава без риска отсыревания высыхала под солнцем и ветром, дующим со стороны ледников. Также общее невысокое количество осадков обеспечивало относительно малоснежные (по сравнению с современным климатом) зимы. Малая глубина снежного покрова позволяла крупным животным мегафауны — мамонтам, шерстистым носорогам, лошадям — добывать корм, не тратя лишние силы на продвижение по глубокому снегу.
Нынешний климат в тундре и лесотундре намного суровее, к тому же, в силу большей влажности климата, осенью идут сильные дожди, и поэтому травы сгнивают на корню, не превращаясь в сено. Также в силу большого количества осадков и облачных дней в году произошло активное заболачивание огромных площадей. В этом причина того, что мхи вытеснили как кормовая база траву. Зимы также в наше время намного суровее.
При обилии корма обитателям тундростепи были не страшны морозы, а от переохлаждения молодняк защищал толстый слой подкожного жира и густая лохматая шерсть. Животные мамонтовых степей являлись объектом охоты древних людей.
В современный период происходит активная добыча оставшихся с периода, когда в тундростепи жили шерстистые мамонты, мамонтовых костей и в особенности бивней. В год старателями только на территории России добывается от 20 до 60 тонн костей мамонта. Общие запасы костей, по оценкам учёных, достигают нескольких сотен тысяч тонн. Вес одного крупного бивня составляет 100—110 килограммов.

## Растительность
Главной чертой тундростепей было отсутствие лесов и почти полное отсутствие кустарников на огромных площадях. Сухой климат не позволял развиваться деревьям, таким как сосны, ели, берёзы, дубы. Когда между 15 000 — 11 000 лет назад климат начал постепенно теплеть и увлажнение возросло, степная растительность постепенно сменилась сначала кустарниками, затем между 12 900 — 11 700 лет назад — лиственными деревьями и затем тайгой. Смену степного биома на лесной учёные проследили по образцам навоза, оставшегося от мамонтов.
При анализе остатков почвы тундростепей, которые сохранились в отложениях в вечной мерзлоте Сибири и Аляски, было установлено, что содержание органических веществ, а значит плодородность почв тундростепи, были очень высокими в сравнении с современным периодом в Сибири и других частях бывшей тундростепи. Почва давала базу для роста высококалорийных трав и развития большого количества животных. По плотности популяций крупных животных тундростепь приближалась к африканским саваннам, хотя палеогенетические исследования показали, что эффективный размер популяции шерстистых мамонтов в Берингии (40—150 тыс. особей) в благоприятных климатических условиях (40 — 25 тыс. лет назад) был всё-таки на порядок ниже предварительной оценки (1 млн особей).

## Исчезновение
По одной из версий, тундростепи исчезли из-за постепенного увлажнения и потепления климата, в результате которого ледник отступил на север, и произошли изменения в растительном составе тундростепей. Эти изменения привели к сокращению численности плейстоценовой мегафауны, и, в результате положительной обратной связи, стали необратимыми, что привело к зарастанию значительной части тундростепей кустарниками, и, впоследствии, хвойными лесами.
По другой, это произошло под воздействием человека, который уничтожил популяцию основных видов-эдификаторов (шерстистые мамонты, шерстистые носороги, степные зубры, и др.), которые сохраняли тундростепи, подъедая древесные растения и засохшую траву, вытаптывая поросль древесных растений, удобряя почву своим навозом, также как это происходит со слонами и носорогами в саваннах Африки, сохранившимися в заповедниках и национальных парках. После резкого сокращения их численности произошло обеднение почв, тундростепь заменилась низкопродуктивной хвойной лесотундрой, севернее её сменила современная тундра. В пользу антропогенной версии говорит то, что прерии Америки и степи Евразии сохранились почти до нашей дней, в отличие от приполярных тундростепей, мамонты обитали в степях, до расселения человека, но и там мамонты были истреблены людьми. В степях смогли сохраниться стада бизонов и зубров, почти уничтоженные людьми уже в историческое время.
Наиболее вероятно, что на исчезновение мамонтовых степей и мамонтовой фауны повлияла комбинациях обоих факторов, климатического и антропогенного.

### Попытки восстановления
В Плейстоценовом парке в Якутии, созданном в 1996 году на площади 20 км2, проводится научно-исследовательская программа по восстановлению мамонтовой степи, при помощи интродукции сохранившихся видов плейстоценовой мегафауны Арктики (европейского зубра, степного бизона, овцебыка, а также полудиких якутских лошадей). Для этого требуется создать высокую плотность крупных травоядных копытных, аналогичную той, что была до расселения человека, что очень сложно в современных условиях. Для того, чтобы интродуцированные животные не разбрелись, а также для их защиты от браконьеров, парк огорожен многокилометровым забором. Первые результаты показывают, что небольшие завезенные группы из нескольких десятков зубров, бизонов и якутских лошадей успешно прижились в суровых условиях Якутии, размножаются и постепенно преобразуют   скудную тундровую растительность в условия, близкие к более продуктивной тундростепи. К сожалению, это очень длительный процесс и вряд ли будет пригоден для широкомасштабной реализации в рамках программы ООН по предотвращению изменения (потепления) климата и достижения углеродной нейтральности.

## Изображения растений и животных тундростепи
Все растения арктической флоры существуют и в наши дни, ни один вид арктической флоры не вымер за последние 100 000 лет, в отличие от «мамонтовой фауны». Это, как считает ряд исследователей, является убедительным доказательством, что человек был решающим фактором в исчезновении мамонтовой фауны, а не изменения климата.

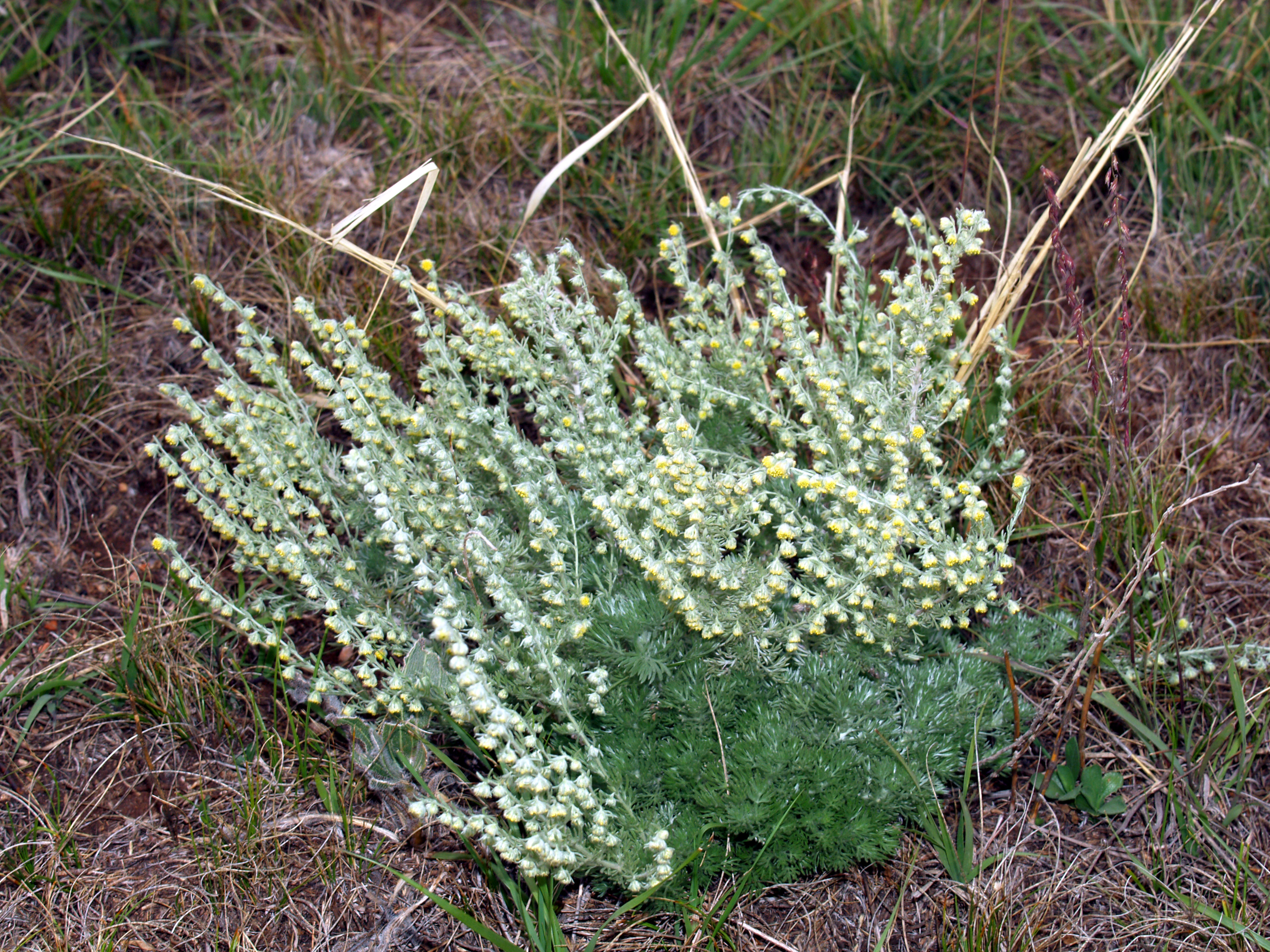
Artemisia frigida
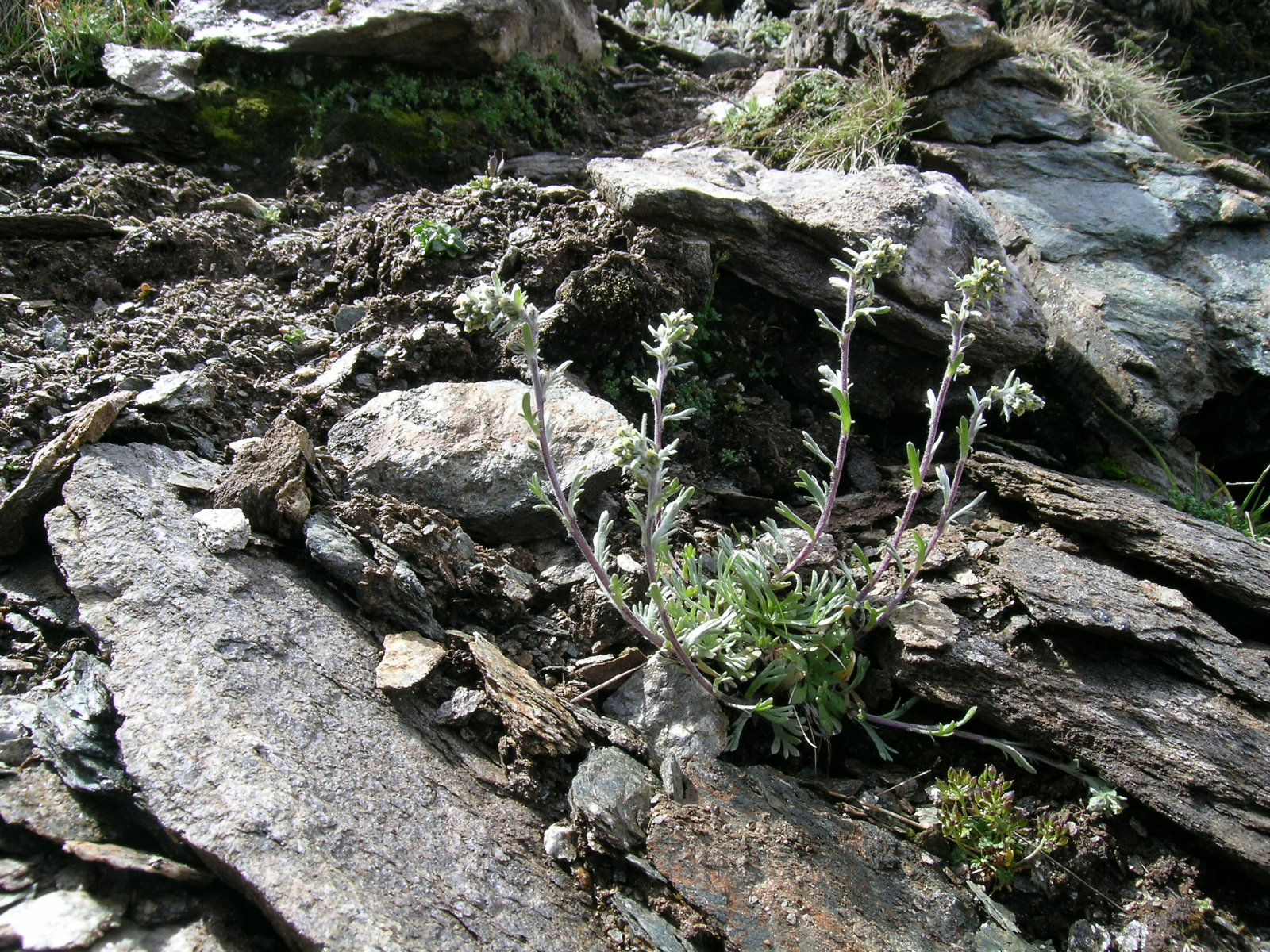
Artemisia genipi
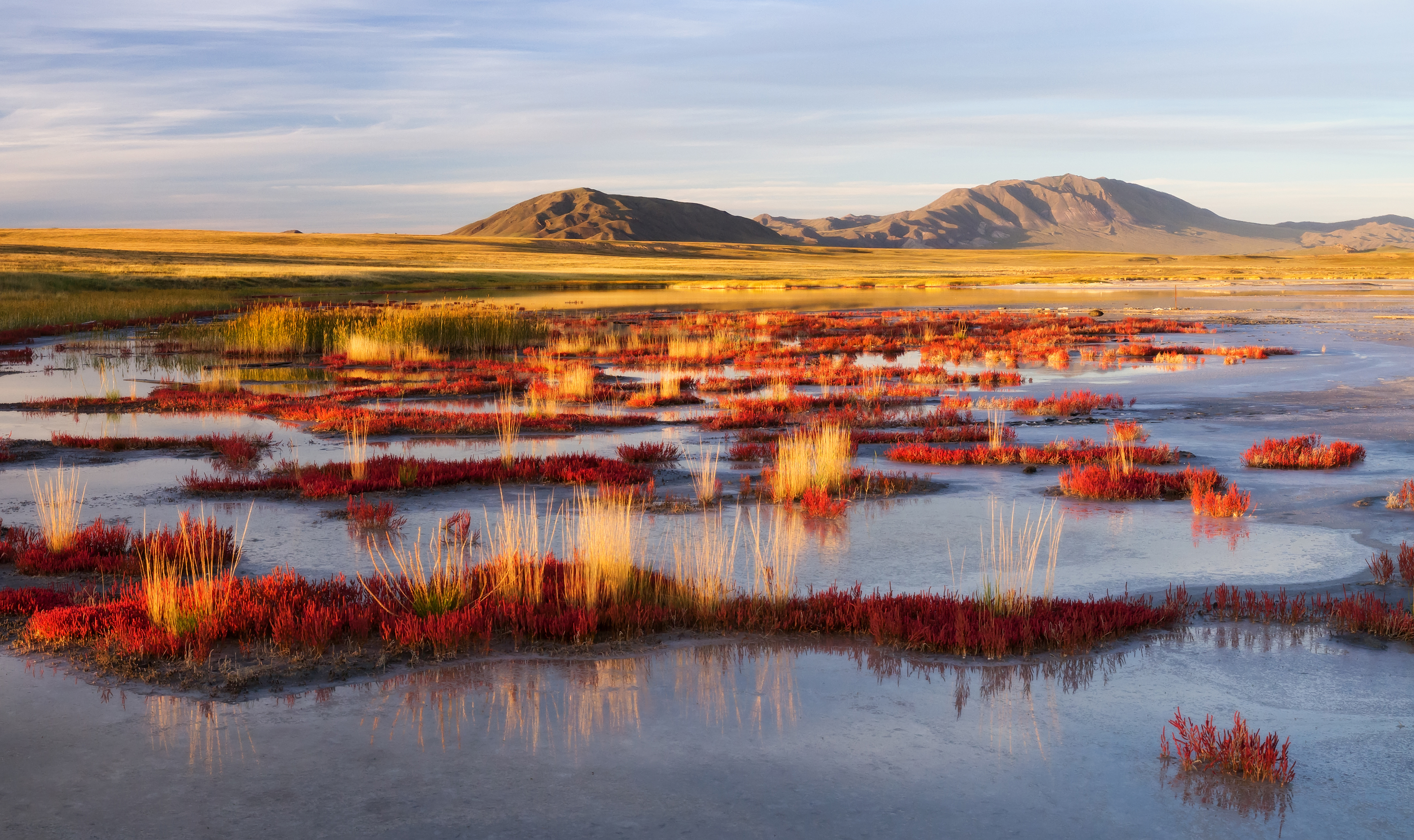
Пример растительности по внешнему виду — Убсунурская котловина, озеро Дус-Холь. Тыва.
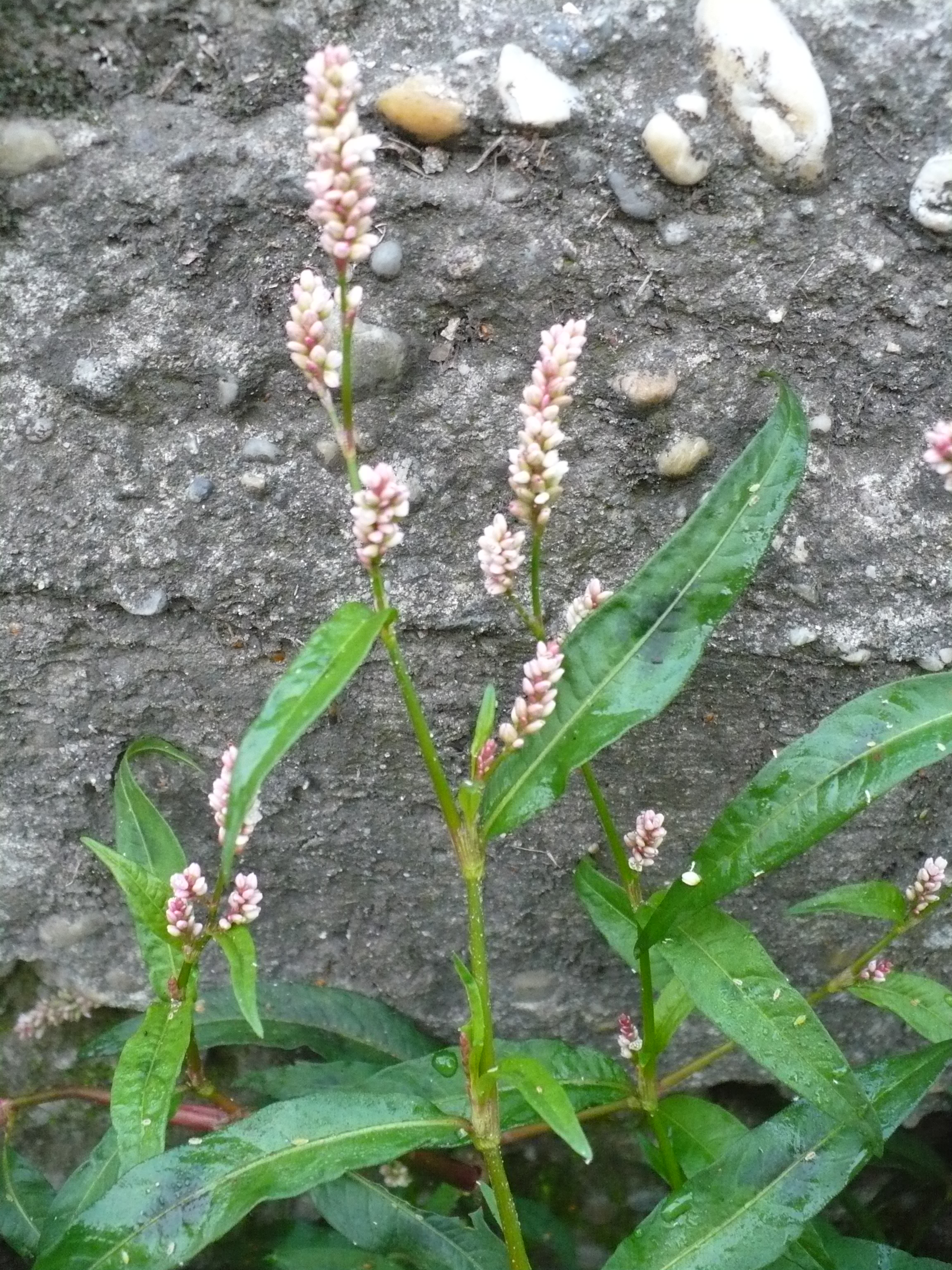
Горец почечуйный
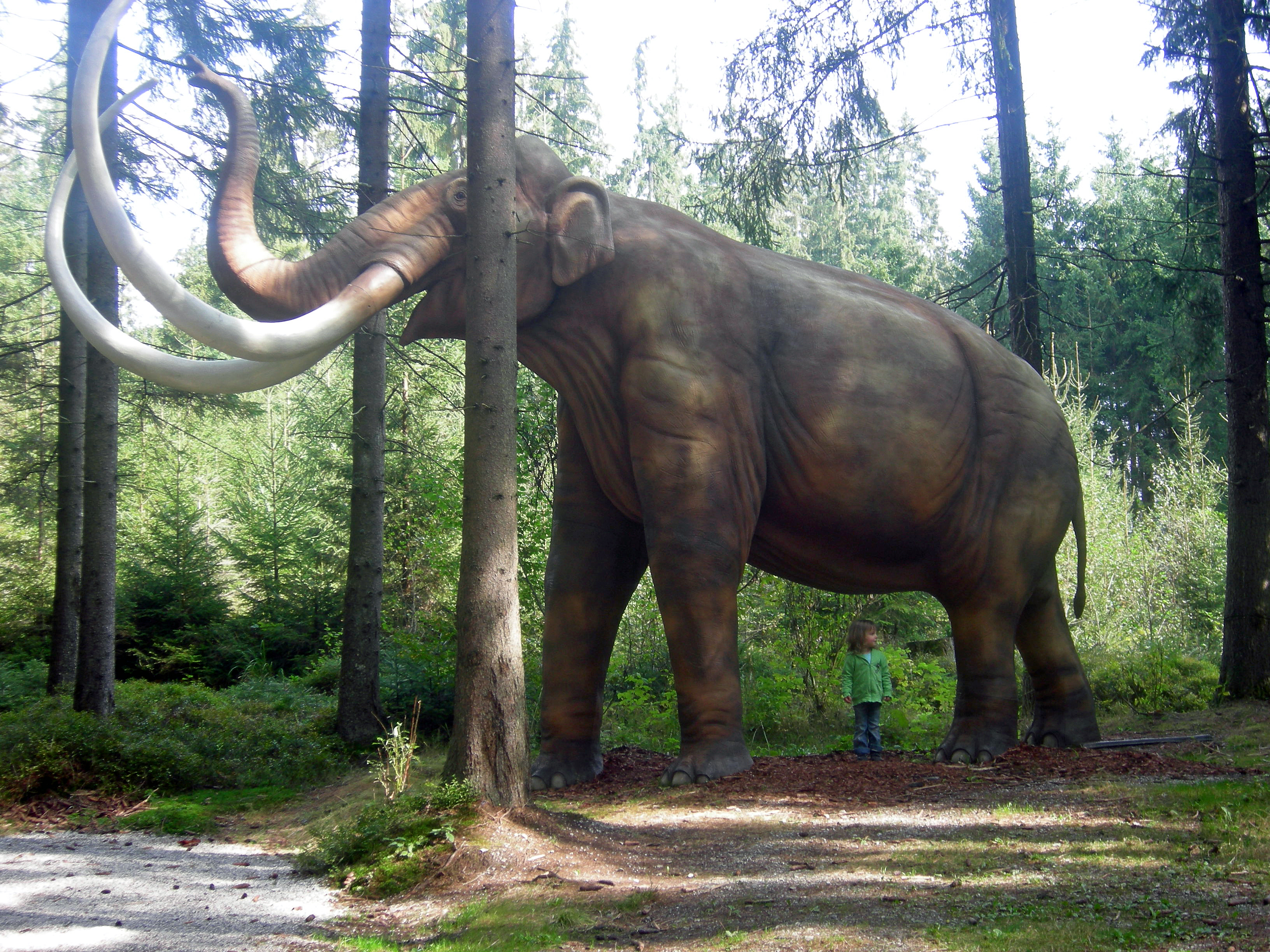
Мамонт в натуральную величину, модель.
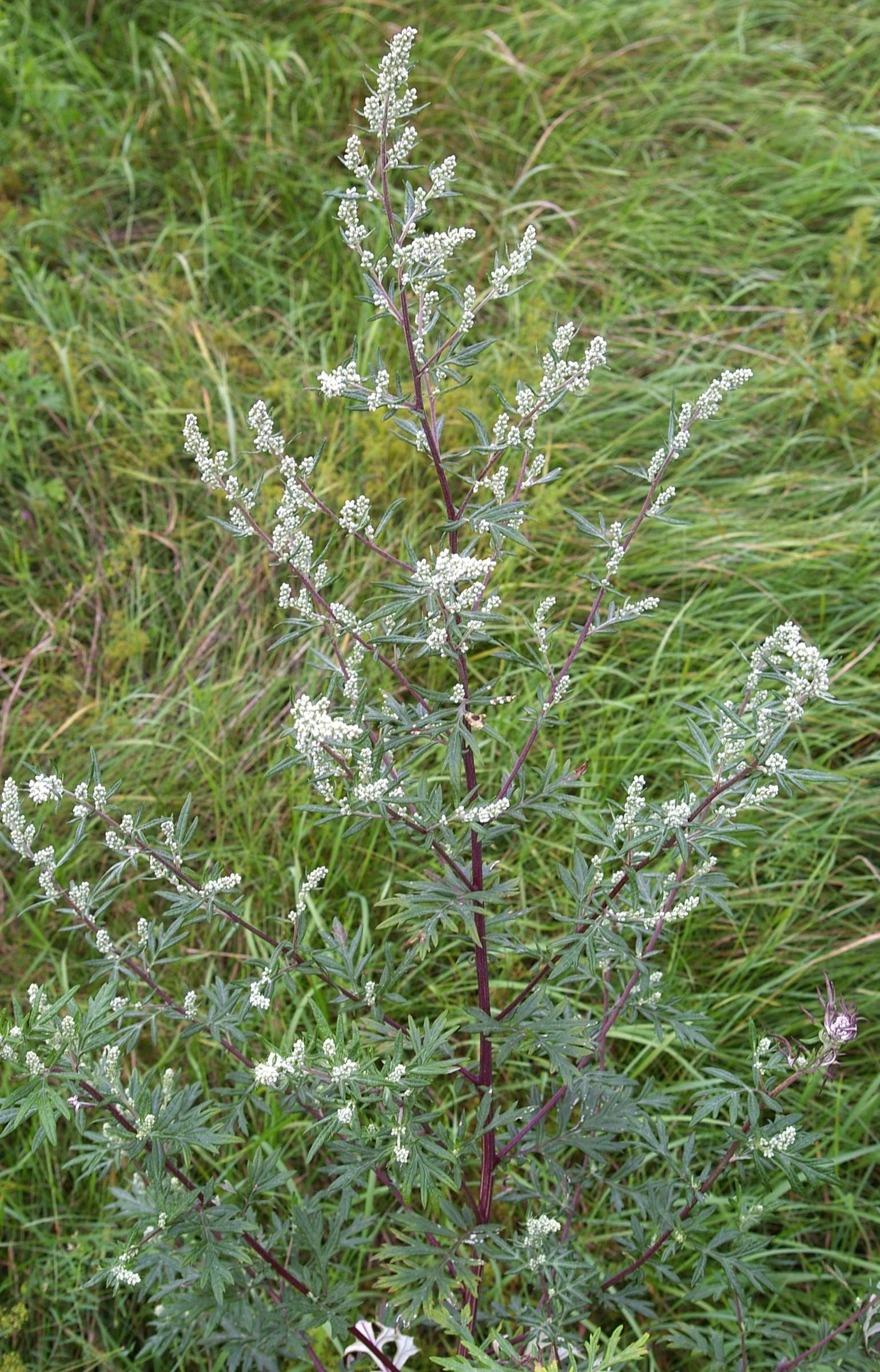
Полынь.
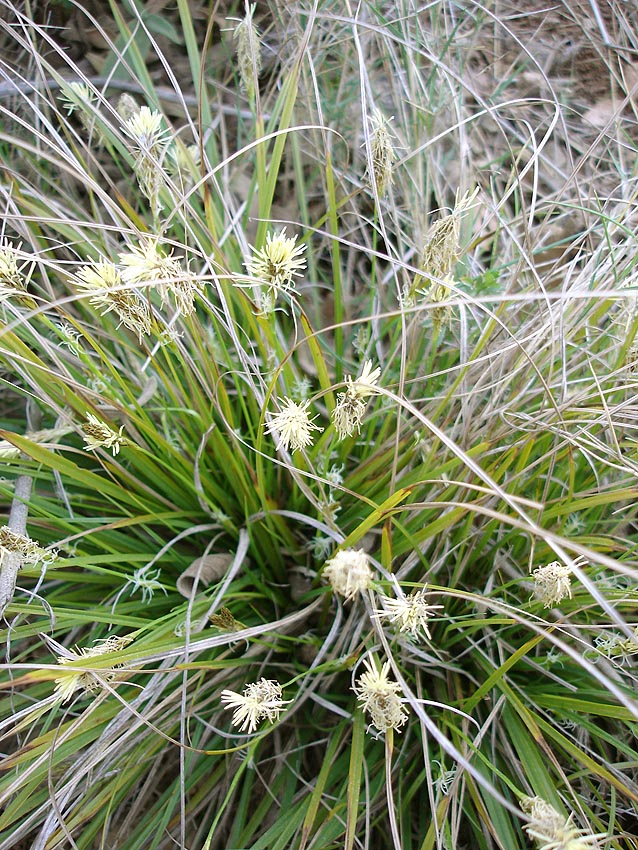
Осока.
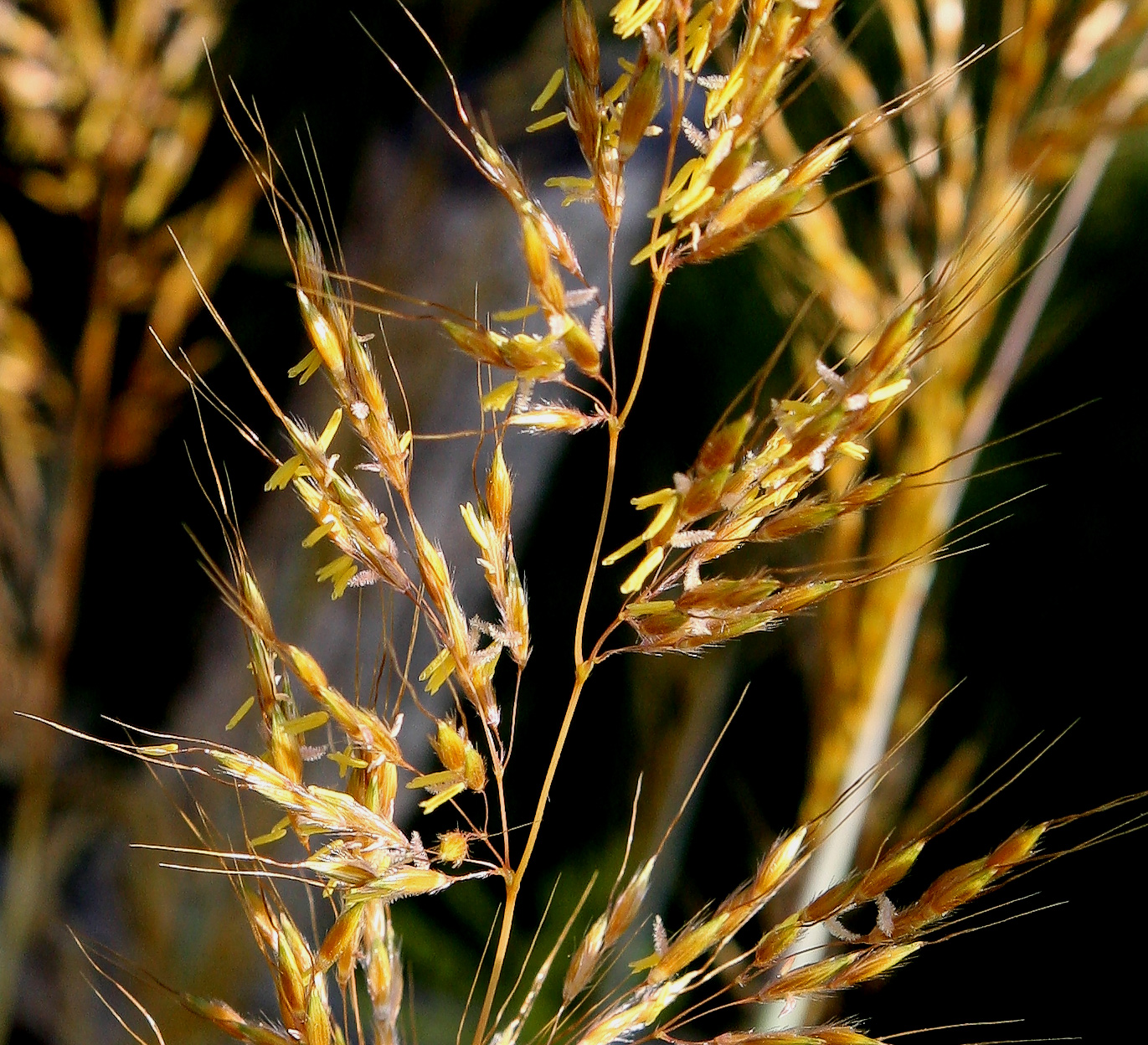
Злаковые.
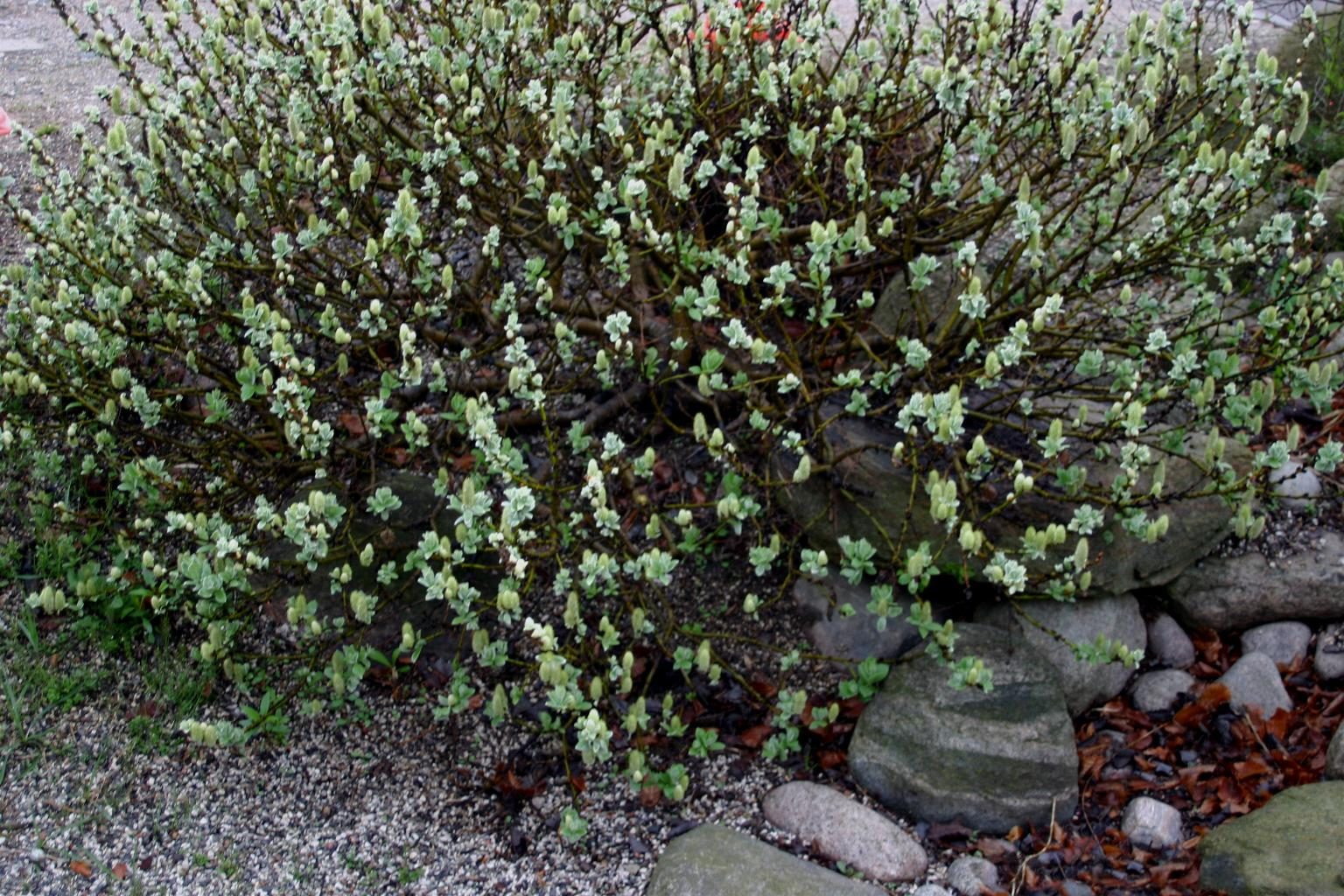
Ива.
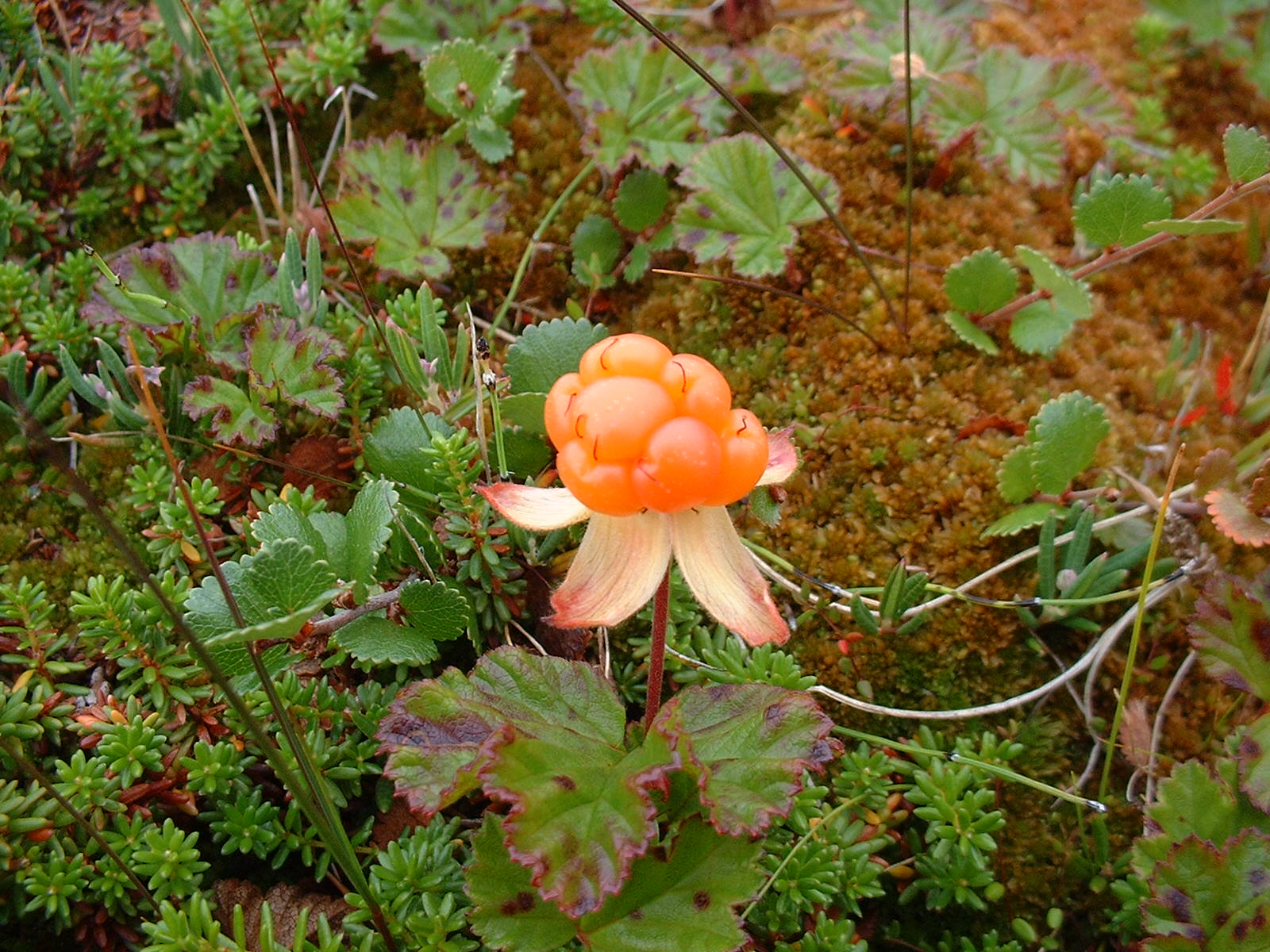
Морошка.
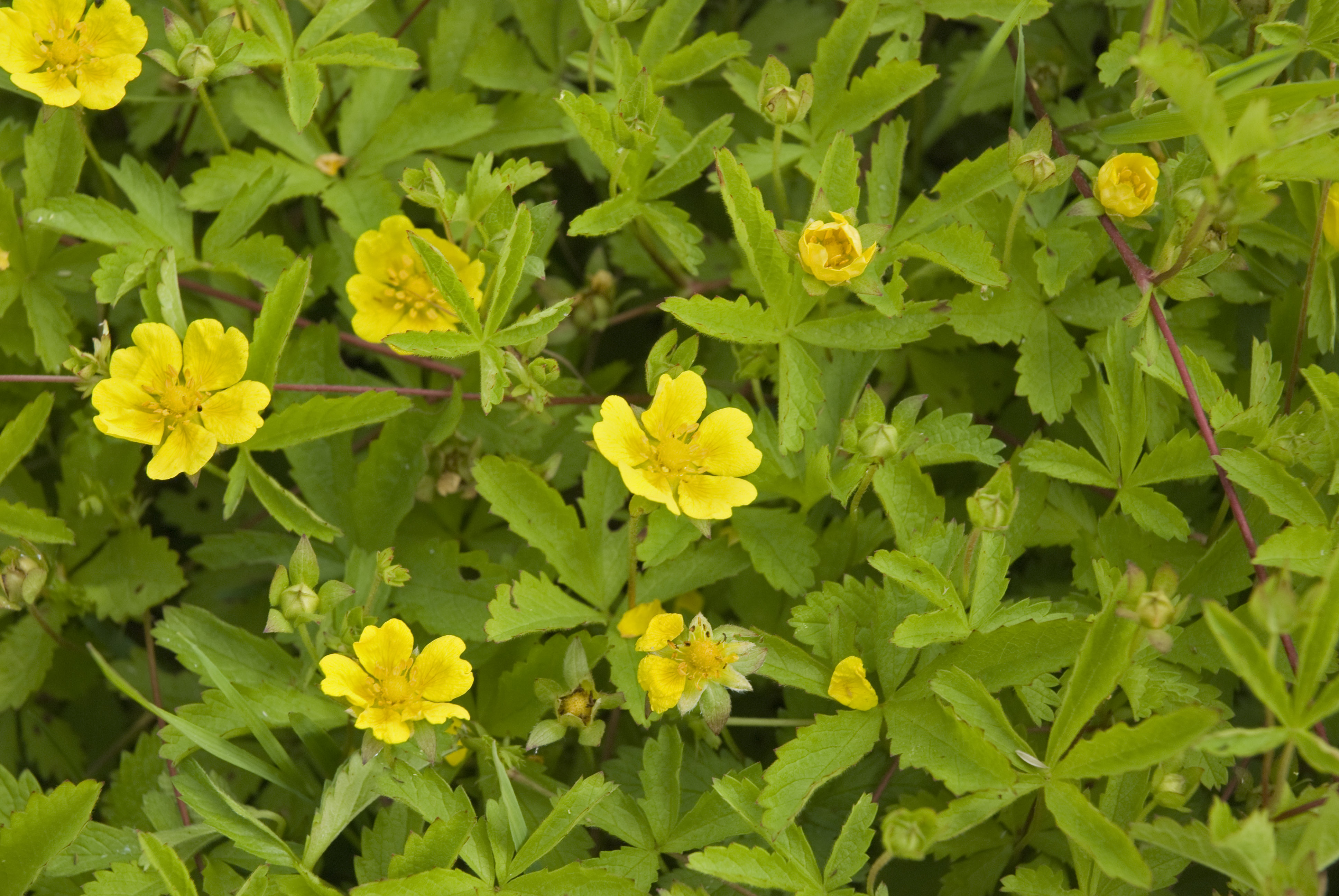
Лапчатка.
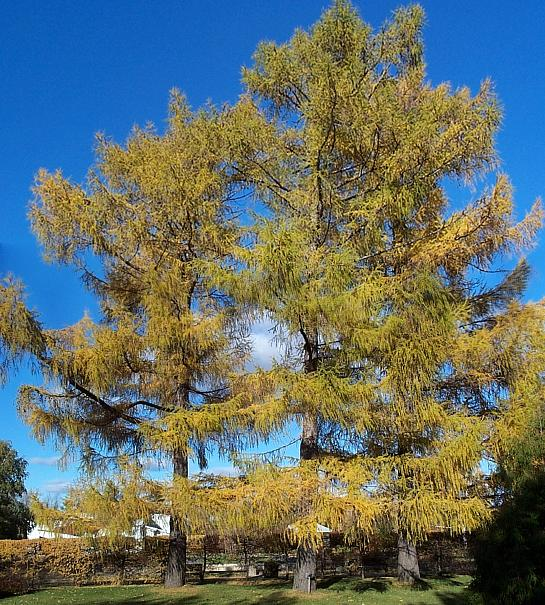
Лиственница.
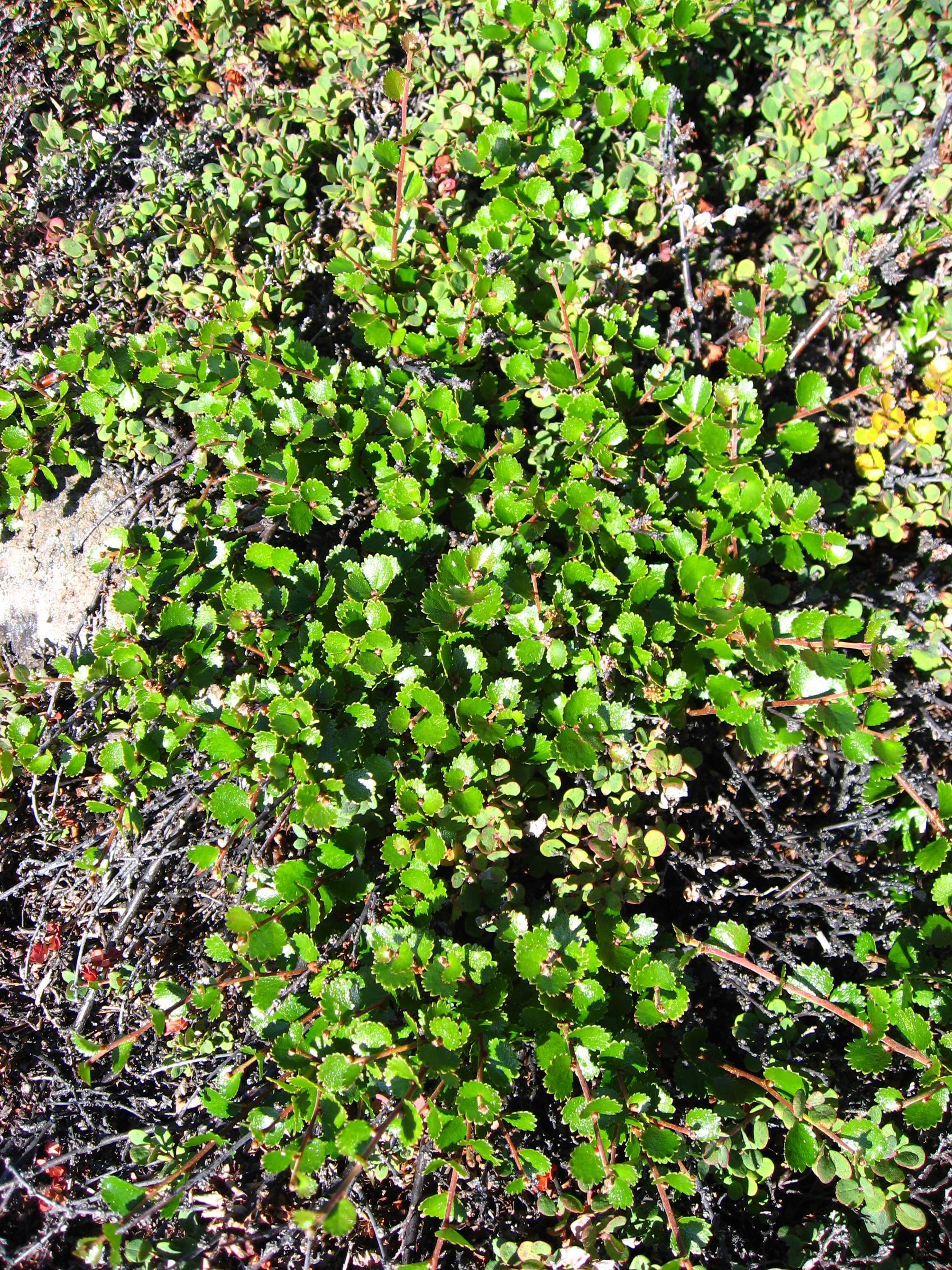
Карликовая берёза.